# Gilówka Górna
Gilówka Górna [ɡiˈlufka ˈɡurna] est un village polonais de la gmina d'Iłów dans le powiat de Sochaczew et dans la voïvodie de Mazovie.
Il se situe à environ 2 kilomètres au nord d'Iłów, à 21 kilomètres au nord-ouest de Sochaczew et à 69 kilomètres à l'ouest de Varsovie.

Le village comptait approximativement 120 habitants en 2006.